# Joseph Deakin
Joseph Edmund „Joe” Deakin (ur. 6 lutego 1879 w Shelton, zm. 30 czerwca 1972 w Londynie) – brytyjski lekkoatleta specjalizujący się w biegach średnio i długodystansowych, złoty medalista olimpijski.
Walczył w II wojnie burskiej. Podczas pobytu w Afryce ustanowił dwa rekordy Republiki Południowej Afryki, w biegach na 880 jardów i 1 milę. Po przeniesieniu do Irlandii, w 1901 r. zdobył dwa tytuły mistrza tego kraju, w biegach na milę oraz 4 mile. W 1903 r. powrócił do Anglii i osiągał sukcesy w biegach przełajowych, m.in. zdobył tytuł wicemistrza Wielkiej Brytanii w 1907 roku. W 1908 r. uczestniczył w letnich igrzyskach olimpijskich w Londynie, gdzie zdobył złoty medal w biegu drużynowym na dystansie 3 mil. Startował również w finale olimpijskim na 1500 metrów, zajmując 6. miejsce oraz w eliminacjach biegu na 5 mil, nie zdobywając kwalifikacji do finału.
W wyniku ran odniesionych podczas I wojny światowej, częściowo stracił wzrok. Nie przeszkodziło mu to jednak w kontynuowaniu sportowej kariery. W 1920 r. zajął 8. miejsce w jednym z biegów maratońskich. W konkurencjach biegowych startował niemalże do samej śmierci, w wieku 90 lat wciąż uczestnicząc w zawodach sportowych.
Rekordy życiowe:
- bieg na 1500 metrów – 4:07,9 – 1908
- bieg na milę – 4:21,8 – 1907
- bieg na 2 mile – 9:37,8 – 1907
- bieg na 3 mile – 14:26,8 – 1907
- bieg na 4 mile – 19:54,4 – 1907
- bieg na 6 mil – 31:21,8 – 1908
- bieg na 10 mil – 53:41,4 – 1908